# Rellen in Twente in 1961
In 1961 leidden spanningen tussen  gastarbeiders en lokale Twentse jongeren tot rellen die ook wel de spaghettioorlog of  spaghettirellen werden genoemd. Het waren met name de Italiaanse arbeiders die het moesten ontgelden, zij vormden de eerste en tevens grootste groep gastarbeiders. In de zomer van 1961 worden in diverse plaatsen (Almelo, Enschede) arbeiders belaagd en in elkaar geslagen. De grootste (dreigende) confrontaties vonden plaats in Oldenzaal in het weekeinde van 2 tot 4 september. Een groep van drie tot vierhonderd burgers wilden de Italianen te lijf gaan maar werden door de politie tegen gehouden. Italianen, die de toegang tot diverse uitgaansgelegenheden werd ontzegd, reageerden hun frustraties af door het plegen van vernielingen in de Hofstraat.
De rellen kregen veel aandacht in de buitenlandse media, maar zouden, volgens een mededeling van het ministerie van Sociale Zaken een week later, geen invloed hebben op de werving van nieuwe gastarbeiders.

## Trivia
- In 2021 maakte Theatergroep De Jonge Honden een openluchttheatervoorstelling over deze rellen.[4]In het voorjaar van 2024 toert Theatergroep De Jonge Honden met de theaterproductie Spaghettirellen langs de Nederlandse theaters.
- Regisseur Ben Sombogaart maakte een film over Twentse spaghettirellen, deze verscheen onder de titel Tegendraads.[5] De film ging op 4 november 2024 in première.[6]